# David Gaudu
David Gaudu (* 10. října 1996) je francouzský profesionální silniční cyklista jezdící za UCI WorldTeam Groupama–FDJ.

## Kariéra

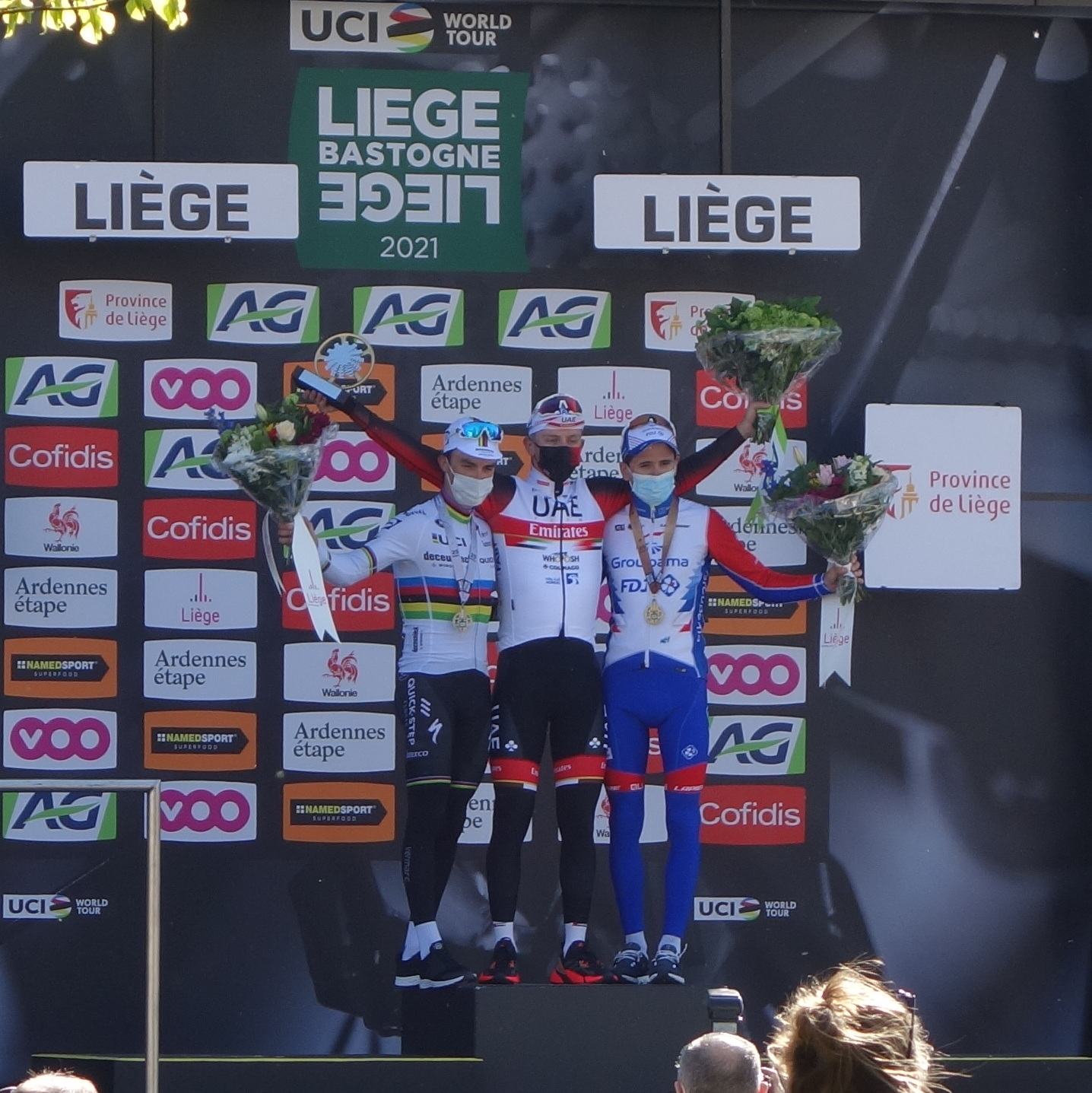
107. ročník závodu Liège-Bastogne-Liège, 25 duben 2021, v Liège, Belgie. Vzhrál Tadej Pogačar, druhý Julian Alaphilippe, třetí David Gaudu

V roce 2016 Gaudu vyhrál nejprestižnější etapový závod určený pro jezdce do 23 let, Tour de l'Avenir. Zároveň s tím vyhrál Course de la Paix U23 a dokončil na celkovém 5. místě etapový závod Tour de l'Ain, který je klasifikován na úrovni 2.1. Tyto úspěchy mu vynesly původně dvouletý kontrakt s týmem FDJ.
V červenci 2018 byl jmenován na startovní listině Tour de France 2018. V říjnu 2020 byl jmenován na startovní listině Vuelty a España 2020. Zde předvedl své dosavadní nejlepší výkony na Grand Tours, když vyhrál 11. a 17. etapu a závod dokončil na 8. pozici v celkovém pořadí.

## Hlavní výsledky
2014
Aubel-Thimister-La Gleize
 celkový vítěz
vítěz 3. etapy
Ronde des Vallées
6. místo celkově
2016
Tour de l'Avenir
 celkový vítěz
vítěz 6. etapy
Course de la Paix U23
 celkový vítěz
 vítěz bodovací soutěže
vítěz 2. etapy
Tour de l'Ain
5. místo celkově
9. místo Grand Prix du Morbihan
2017
Tour de l'Ain
5. místo celkově
 vítěz soutěže mladých jezdců
vítěz 3. etapy
2. místo Boucles de l'Aulne
4. místo Route Adélie
5. místo Milán–Turín
7. místo Tour du Finistère
9. místo Valonský šíp
2018
2. místo Memorial Marco Pantani
5. místo Classic Sud-Ardèche
Tour de La Provence
9. místo celkově
2019
UAE Tour
3. místo celkově
 vítěz soutěže mladých jezdců
4. místo Gran Premio Bruno Beghelli
Tour de Romandie
5. místo celkově
 vítěz soutěže mladých jezdců
vítěz 3. etapy
5. místo Milán–Turín
Tour de La Provence
6. místo celkově
 vítěz soutěže mladých jezdců
6. místo Lutych–Bastogne–Lutych
2020
UAE Tour
4. místo celkově
Vuelta a España
8. místo celkově
vítěz etap 11 a 17
Tour de La Provence
10. místo celkově
2021
vítěz Faun-Ardèche Classic
3. místo Lutych–Bastogne–Lutych
Kolem Baskicka
5. místo celkově
vítěz 6. etapy
5. místo Tour du Jura
Tour des Alpes-Maritimes et du Var
6. místo celkově
 vítěz soutěže mladých jezdců
Tour de Luxembourg
6. místo celkově
vítěz 5. etapy
6. místo Milán–Turín
Olympijské hry
7. místo silniční závod
7. místo Il Lombardia
7. místo Valonský šíp
8. místo Tre Valli Varesine
Critérium du Dauphiné
9. místo celkově
 vítěz soutěže mladých jezdců
Tour de France
 cena bojovnosti po 18. etapě
2022
Critérium du Dauphiné
vítěz 3. etapy
3. místo Mercan'Tour Classic
Tour de France
4. místo celkově
Volta ao Algarve
5. místo celkově
vítěz 2. etapy
2023
2. místo Paříž–Nice
2. místo Faun-Ardèche Classic
4. místo Kolem Baskicka
4. místo La Drôme Classic
Tour des Alpes-Maritimes et du Var
7. místo celkově
 Nejlepší vrchař
Tour de France
9. místo celkově
2024
vítěz Tour du Jura
3. místo Classic Grand Besançon Doubs
6. místo Classic Var
9. místo Il Lombardia
Vuelta a España
6. místo celkově
2025
Kolem Ománu
3. místo celkově
vítěz 3. etapy

### Výsledky na etapových závodech
| Výsledky na Grand Tours        |      |      |      |      |      |      |      |      |      |
| Grand Tour                     | 2017 | 2018 | 2019 | 2020 | 2021 | 2022 | 2023 | 2024 | 2025 |
| Giro d'Italia                  | —    | —    | —    | —    | —    | —    | —    | —    | 66   |
| Tour de France                 | —    | 34   | 13   | DNF  | 11   | 4    | 9    | 65   |      |
| Vuelta a España                | —    | —    | —    | 8    | —    | —    | —    | 6    |      |
| Výsledky na etapových závodech |      |      |      |      |      |      |      |      |      |
| Závod                          | 2017 | 2018 | 2019 | 2020 | 2021 | 2022 | 2023 | 2024 | 2025 |
| Paříž–Nice                     | —    | —    | —    | —    | DNF  | DNF  | 2    | DNF  | —    |
| Tirreno–Adriatico              | —    | —    | —    | —    | —    | —    | —    | —    | DNF  |
| Volta a Catalunya              | 38   | 12   | —    | NS   | —    | —    | —    | —    | —    |
| Kolem Baskicka                 | —    | —    | 18   | NS   | 5    | 18   | 4    | DNF  | —    |
| Tour de Romandie               | 39   | 20   | 5    | NS   | —    | —    | —    | 14   | 30   |
| Critérium du Dauphiné          | DNF  | 45   | 40   | —    | 9    | 17   | 30   | 15   |      |
| Tour de Suisse                 | —    | —    | —    | NS   | —    | —    | —    | —    |      |

| —   | Nezúčastnil se |
| NS  | Nejelo se      |
| DNF | Nedokončil     |